# Льяно, Джордж Альберт
Джордж А́льберт Лья́но (англ. George Albert Llano, при рождении — Хо́рхе Альбе́рто Сеси́лио Пе́рес и Лья́но, исп. Jorge Alberto Cecilio Pérez y Llano, 1911—2003) — американский лихенолог кубинского происхождения, специалист по лишайникам рода Умбиликария.

## Биография
Хорхе Перес и Льяно родился 22 ноября 1911 года (или в 1910 году) на Кубе. В 1918 году, в разгар эпидемии испанки, мать Хорхе с двумя детьми переехала в США. Вскоре Хорхе потерял кубинский акцент. В 1930 году Льяно поступил в Колумбийский университет, через год перевёлся в Корнеллский университет. В 1935 году окончил его со степенью бакалавра. Под руководством профессора Херберта Х. Уэтзела получил степень магистра в 1939 году.
Некоторое время Льяно подрабатывал в Национальном парке Акадия, где познакомился со своей будущей женой, Барбарой Прэй, а также с норвежским лихенологом Пером Сколандером. В 1941 году Льяно начал подготовку докторской диссертации по практическому использованию лишайников в гербарии Гарвардского университета, однако во время Второй мировой войны служил в армии. После окончания войны стал обладателем Американско-Скандинавского исследовательского гранта и отправился в Уппсальский университет, где учился у Гуннара Дегелиуса вместе с Эйнаром Дю Рье, Стеном Альнером, Тором Хассельротом и Рольфом Сантессоном.
По возвращении в США, в 1947 году Льяно стал готовить монографию рода Умбиликария (1950) под руководством профессора Кэрролла Уильяма Доджа. В 1948 году он отправился на Аляску, где в это время занимался исследованиями лишайников Сколандер. Вернувшись, до 1951 года работал в Смитсоновском институте. Затем, не видя дальнейших перспектив работы в Институте, Льяно покинул его и перешёл в Воздушный университет ВВС США в Алабаме.
В 1957—1959 Льяно работал в Институте Арктики, затем — в Библиотеке Конгресса. В 1977 году он ушёл на пенсию, вскоре вместе с женой переехал в Нейплс. В 1999 году, спустя несколько лет после смерти Барбары, Льяно приобрёл небольшой дом близ Орландо, до 90-летнего возраста читал лекции по ботанике и истории Арктики на круизных кораблях. 9 февраля 2003 года он скончался на борту корабля, направлявшегося к Фолклендским островам.
Джордж Альберт Льяно был членом Американского бриологического общества и Американского лихенологического общества. Ему была присуждена почётная степень доктора Университета Де Поля.

## Некоторые публикации
- Llano, G.A. A Monograph of the Lichen Family Umbilicariaceae in the Western Hemisphere. — Washington, D.C., 1950. — 831 p.

## Роды, названные в честь Дж. Льяно
- Llanoa C.W.Dodge, 1968 [= Umbilicaria Hoffm., 1789, nom. cons.]
- Llanolichen Tomas. & Cif., 1952 [= Placynthium (Ach.) Gray, 1821]